# Enrico Ruta
Enrico Ruta (Belmonte Castello, 1869 – Napoli, 1939) è stato un filosofo, studioso di dottrine politiche e scrittore italiano.
Visse prevalentemente a Napoli, dove conobbe e frequentò Benedetto Croce, e dove nel 1930 lo troviamo docente di dottrina politica presso l'Istituto superiore di scienze economiche e commerciali. Ingegno versatile, ha lasciato opere di narrativa e di scienze politiche e sociali. Importante è stata anche la sua opera di traduttore di testi di Nietzsche e Treitschke. Fu collaboratore del quotidiano napoletano Il Mattino. Negli anni trenta sviluppò teorie politiche in armonia con l'ideologia del regime fascista.

## Opere
Narrativa
- Il gusto d'amare, 1895. (Nuova ed.  Millennium, 2006)
- Insaniapoli, 1911. (Nuova ed. Edizioni Campus, 1999)
- Il segreto di Partenope, Napoli, 1924. (Nuova ed. Millennium, 2003)

Saggi
- Visioni d'oriente e d'occidente: saggi di scienza della storia e della poesia , 1894 e 1924.
- La psiche sociale.  Milano-Palermo-Napoli, Sandron Editore, 1909.
- Il ritorno del genio: a proposito di una nuova edizione della "Scienza Nuova" di G.B. Vico. Bari, 1913.
- Politica e ideologia. 2 voll., Milano, Corbaccio, 1929.
- La necessità storica dell'Italia nuova, Napoli 1931.

Traduzioni
- Otto Braun, Diario e lettere, traduzione e preparazione di E.R.  Bari, 1923.
- Friedrich Nietzsche, La nascita della tragedia ovvero Ellenismo e pessimismo, traduzione e prefazione di E.R.  Bari, 1919.
- Heinrich von Treitschke, La Francia dal primo impero al 1871, traduzione di E.R.  Bari, 1916.
- Heinrich von Treitschke, La politica, traduzione di E.R.  Bari, 1916.